# Dayereh

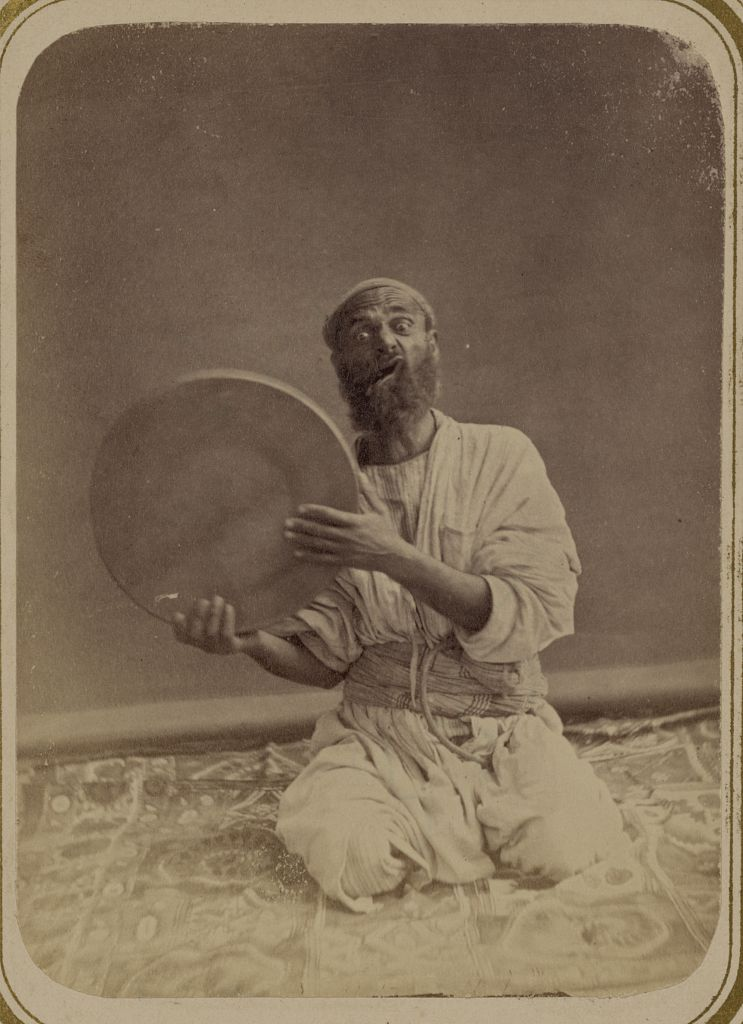
Ejecutante de dayereh.

El dariye (o doriye, dojra, dajre, doira, dajreja), llamado también ghaval, es un tambor de marco de tamaño mediano con sonajas, que se utiliza en Irán (Persia), los Balcanes, y muchos países de Asia Central tales como Tayikistán y Uzbekistán, para acompañar tanto música popular como clásica. Los tambores de marco son también populares en numerosas regiones de Georgia, tales como Kartli, Kajetia, Tusheti, Samegrelo, Racha, e Imereti. Este es un instrumento de percusión de una sola cabeza que no solo se encuentra en la zona norte de Asia del Sur, Asia Central, y el Oriente Medio, sino también en zonas de las regiones polares rusas. Este tambor simple es una piel estirada, pegada y atada con trozos de tela a un aro de madera. Es similar a la daira persa y al def turco. Algunas dairas también poseen adosados trozos de metal que les dan una sonoridad tipo pandereta.